# Dictyoptera (жёсткокрылые)
Dictyoptera (лат.) — род краснокрылов из подсемейства Dictyopterinae или, по устаревшей классификации, Erotinae.

## Описание
Лоб слабо выступает перед глазами, без продольной бороздки. Переднеспинка вся красная.